# Thornton Niven Wilder

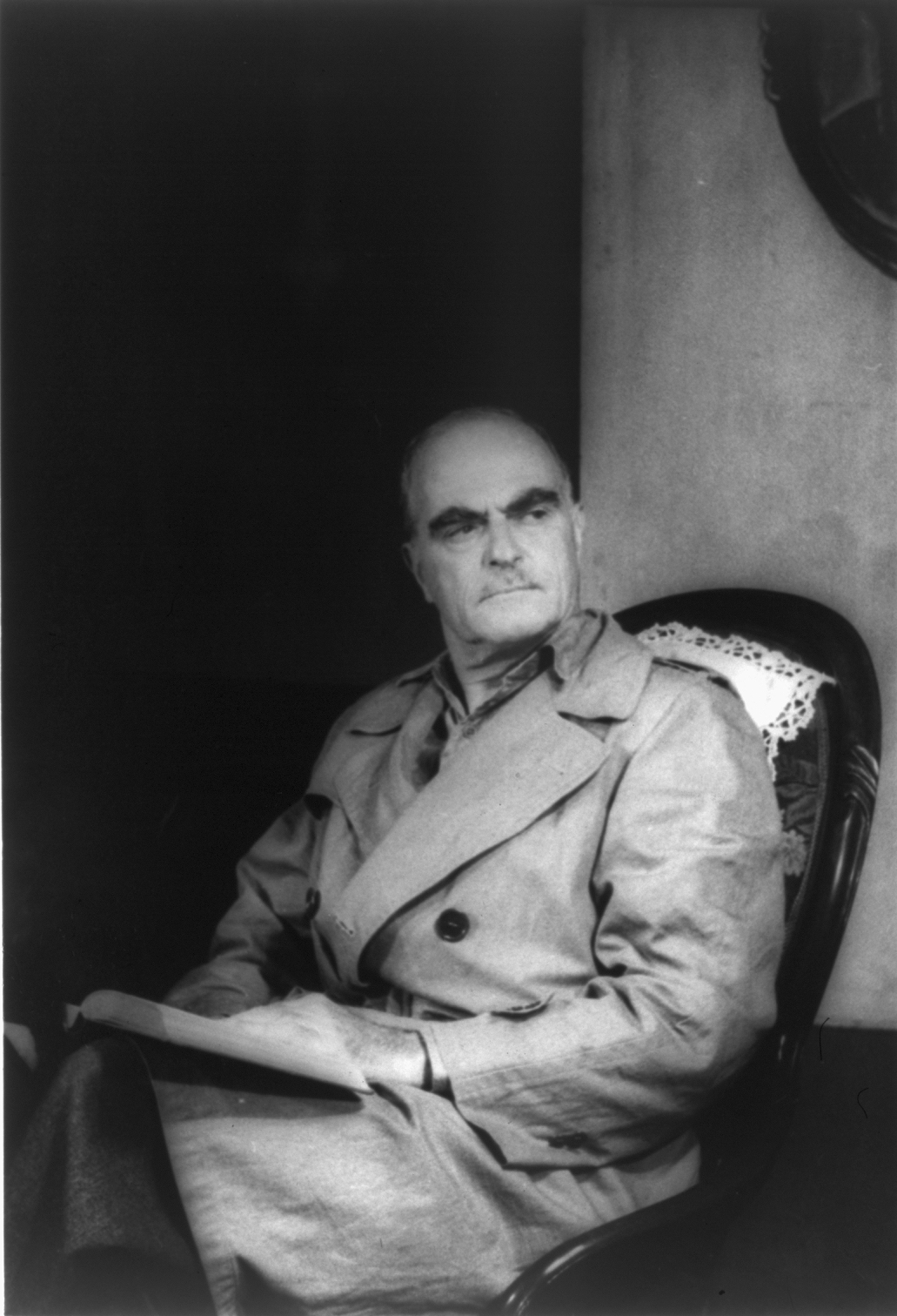
Thornton N. Wilder

Thornton Niven Wilder, amb nom de ploma Thornton Wilder (17 d'abril de 1897 - 7 de desembre de 1975) va ser un dramaturg i novel·lista estatunidenc. Va guanyar tres Premis Pulitzer amb la novel·la The Bridge of San Luis Rey i les dues peces dramàtiques: La nostra ciutat (Our Town) i The Skin of Our Teeth. També va guanyar el Premi Nacional del Llibre dels EUA per la novel·la The Eighth Day.
De la seva obra Our Town, n'hi a una versió lliure al català situada a Sabadell. La va adaptar Josep Torrella sota el nom d'Aquesta ciutat i la va estrenar el grup Doble Via l'any 1985, sota la direcció de Salvador Fité, que interpretava també el paper de narrador.

## Obra dramàtica
- The Trumpet Shall Sound (1926)
- An Angel That Troubled the Waters (1928)
- The Long Christmas Dinner (1931):
- Queens of France
- Pullman Car Hiawatha
- Love and How to Cure It
- Such Things Only Happen in Books
- The Happy Journey to Trenton and Camden
- Our Town (1938)
- The Merchant of Yonkers (1938)
- The Skin of Our Teeth (1942)
- The Matchmaker (1954) (revisió de The Merchant of Yonkers)
- The Alcestiad: Or, A Life In The Sun (1955)
- Childhood (1960)
- Infancy (1960)
- Plays for Bleecker Street (1962)